# Gare de Mauves-sur-Loire
Gare de Mauves-sur-Loire vasútállomás Franciaországban, Mauves-sur-Loire településen.

## Vasútvonalak
Az állomást az alábbi vasútvonalak érintik:
- Tours–Saint-Nazaire-vasútvonal

## Kapcsolódó állomások
A vasútállomáshoz az alábbi állomások vannak a legközelebb:
- Gare du Cellier (Gare de Tours, Tours–Saint-Nazaire-vasútvonal)
- Gare de Thouaré (Gare de Saint-Nazaire, Tours–Saint-Nazaire-vasútvonal)